# UnrealScript
UnrealScript (також UScript) - це рідна скриптова мова Unreal Engine, яка використовувалась для написання коду та подій ігрового процесу на Unreal Engine до релізу 4-ї версії цього рушія. Мова була розроблена для простого, високорівневого програмування ігор. Інтерпретатор UnrealScript був запрограмований Тімом Свіні, який також створив попередню скриптову мову гри ZZT-oop. UnrealScript компілюється, але не є частиною основного виконуваного файлу. Це робить її ідеальним засобом реалізації та повторення нових елементів ігрового процесу без необхідності перекомпільовувати весь двигун при внесенні змін. Вихідний код є закритим.
Подібно до Java, UnrealScript є об'єктно-орієнтованою без багаторазового успадкування (усі класи успадковуються від загального класу Object), а класи визначаються в окремих файлах, названих відповідно до класу, який вони визначають. У той же час, оскільки UnrealScript використовують в розробці відеоігор, деякі принципи та методології відрізняються від традиційного програмування. Наприклад, немає стандартних явних конструкторів або деструкторів для об’єктів, які можуть викликати суперечність з тими, що використовуються для більш традиційних мов програмування. На відміну від Java, UnrealScript не має обгортки об'єктів для примітивних типів. Інтерфейси підтримувалися лише в Unreal Engine 3-го покоління та кількох іграх Unreal Engine 2. UnrealScript підтримує перевантаження оператора, але не перевантаження функцій, за винятком додаткових параметрів.

У березні 2014 року компанія Epic Games заявила, що Unreal Engine 4 підтримуватиме не UnrealScript, а сценарії(скрипти) ігор на C++. Візуальні скрипти будуть підтримуватися системою візуалізації Blueprints, заміною попередній системі Kismet.
Одним із ключових моментів у розвитку Unreal Engine 4 була серія проведених нами дебатів про UnrealScript - мову сценаріїв, яку я будував протягом трьох поколінь. Нашою метою було зробити її конкурентоспроможною у майбутньому. Ми продовжували переглядати все більше та більше варіантів того, що нам потрібно зробити, щоб оновити її, і хто міг би виконати цю роботу. Ця справа ставала дуже громіздкою. Відбулась масштабна зустріч, на котрій ми спробували розібратися, спробували вирішити, що вирізати, що залишити і ... був момент, коли я подивився на все і сказав: ‘Ви знаєте, все, що ви пропонуєте додавати до UnrealScript, вже є на C ++. Чому б нам просто не вбити UnrealScript, і не перейти на чистий C ++? ‘. 
 — Свіні, Gamasutra, 2017

## Приклад коду
Історично програмісти відеоігор використовували концепцію станів з тих пір, як ігри пройшли епоху «понгу». Стани (і те, що відоме як "програмування машин стану") - це природний спосіб зробити складну поведінку об'єкта керованою. Однак до UnrealScript стани не підтримувалися на мовному рівні, що вимагало від розробників створювати оператори «перемикання» C/C ++ на основі стану об’єкта. Такий код було важко писати та оновлювати.
UnrealScript підтримує стани на мовному рівні. Тому в цій мові можна писати функції та код, які існують у певному стані. Ці функції викликаються лише тоді, коли актор знаходиться в ньому. Притому кожен актор завжди знаходиться в одному і лише одному стані, котрий відображає дію, яку він хоче виконати. 
Приклад станів зі сценарію TriggerLight:
```
// Trigger turns the light on.
state() TriggerTurnsOn
{
   function Trigger( actor Other, pawn EventInstigator )
   {
      Trigger = None;
      Direction = 1.0;
      Enable( 'Tick' );
   }
}

// Trigger turns the light off.
state() TriggerTurnsOff
{
   function Trigger( actor Other, pawn EventInstigator )
   {
      Trigger = None;
      Direction = -1.0;
      Enable( 'Tick' );
   }
}

}
```

Тут оголошуються два різні стани (TriggerTurnsOn та TriggerTurnsOff), і різні версії функції Trigger у кожному стані. Хоча можлива реалізація без станів, використання станів робить код більш модульним та розширеним: у UnrealScript можна легко підкласувати існуючий клас, додавати нові стани та функції. Якщо намагатися зробити це без станів, отриманий код згодом було б складніше розширити.
Існують три основні приховані функції, доступні для всіх акторів:
- Sleep (плаваючі секунди) - призупиняє виконання стану на певний час, а потім продовжує.
- FinishAnim () - чекає, поки поточна анімаційна послідовність, завершиться, а потім продовжується. Ця функція полегшує написання сценаріїв на основі анімації, сценарії виконання яких регулюються анімацією сітки. Наприклад, більшість сценаріїв ШІ керуються анімацією (на відміну від часу), тому що плавна анімація є ключовою метою системи ШІ.
- FinishInterpolation () - чекає завершення поточного руху InterpolationPoint, а потім продовжує.

Три рідні функції UnrealScript особливо корисні при написанні коду стану:
- Функція "Goto ('LabelName')" (подібно до C/C ++/Basic goto) у стані змушує код стану продовжувати виконуватись за вказаною міткою.
- Спеціальна команда "Stop" всередині стану припиняє виконання коду стану. Воно не триватиме, доки ви не перейдете до нового стану або нової мітки в поточному стані.
- Функція "GotoState" змушує актора переходити до нового стану та за бажанням продовжувати на зазначеній мітці.

Приклад: 
```
// This is the automatic state to execute.
auto state Idle
{
	// When touched by another actor...
	function Touch( actor Other )
	{
		`log( "I was touched, so I'm going to Attacking" );
		GotoState( 'Attacking' );
		`log( "I have gone to the Attacking state" );
	}
Begin:
	`log( "I am idle..." );
	sleep( 10 );
	goto 'Begin';
}

// Attacking state.
state Attacking
{
Begin:
	`log( "I am executing the attacking state code" );
	...
}
```

При виконанні отримуємо:
```
I am idle...
I am idle...
I am idle...
I was touched, so I'm going to Attacking
I have gone to the Attacking state
I am executing the attacking state code
```

## Структура
UnrealScript має статичну типізацію. Широко використовується паралелізм виконання завдань - як правило, кожен об'єкт має свій потік виконання в рамках віртуальної машини. Присутня широка підтримка типів, часто використовуються вектор, кути Ейлера, матриці і т.п.
Основні концепції програмування мови UnrealScript, витікають із Java:
- відсутність покажчиків і автоматичне прибирання сміття;
- неможливість множинного успадкування класів;
- строга перевірка типів при компіляції;
- безпечне виконання на стороні клієнта "sandbox" (пісочниці);
- знайомий зовнішній вигляд коду, подібний до C / C ++ і Java.

Для забезпечення високорівневого програмування UnrealScript працює на рівні об'єктів і взаємодій, а не на рівні бітів і пікселів.
Однак в цілях збільшення потужності та забезпечення простоти мови доводиться жертвувати швидкістю виконання.

Прості типи даних
| Тип    | Опис типу та набір його значень                                                |
| ------ | ------------------------------------------------------------------------------ |
| bool   | true, false                                                                    |
| byte   | ціле число з діапазоном значень від 0 до 255                                   |
| int    | ціле 32-х бітне число з діапазоном значень від −2 147 483 648 до 2 147 483 647 |
| float  | 32-х бітне число з рухомою комою                                               |
| string | рядок символів Unicode                                                         |
| enum   | тип перерахування, що містить набір іменованих констант 0 і 1                  |
| name   | тип, що вказує ім'я класу, стану та ін.                                        |
| Object | посилання на об'єкт                                                            |
| Actor  | посилання на об'єкт класу Actor або успадкованого від нього                    |
| Class  | посилання вказує на тип класу чи успадкованого від нього класу                 |
| Struct | структура, що складається із фіксованого числа полів                           |
| Array  | статичний масив                                                                |

## Документація та підручники
- UnrealScript programming [Архівовано 8 вересня 2021 у Wayback Machine.]
- The Unreal Engine Documentation Site [Архівовано 5 жовтня 2021 у Wayback Machine.]
- UnrealScript States [Архівовано 5 жовтня 2021 у Wayback Machine.]